# Rödmaskad amazon
Rödmaskad amazon (Amazona pretrei) är en hotad fågel i familjen västpapegojor inom ordningen papegojfåglar. Den förekommer endast i sydöstra Brasilien. IUCN kategoriserar den som sårbar.

## Utseende och läte
Rödmaskad amazon är en 32 cm lång papegoja i grönt och rött. Fjäderdräkten är huvudsakligen grön med ett mörkt fjälligt utseende. Den har vidare varierande mängd rött på panna, tygel och runt ögonen samt i spridda fläckar på andra stället på huvudet. Den är även röd på skuldrorna, ibland delvis dolt av andra fjädrar. Arm- och handpennorna är blåspetsade. Bland lätena hörs genomträngande ljusa skrin, men också hesa "caw caw keeu keeu" och upprepade "hee-o hee-o hee-o".

## Utbredning och systematik
Fågeln förekommer i sydöstra Brasilien i Rio Grande do Sul, tillfälligt till Paraguay och Argentina. Den behandlas som monotypisk, det vill säga att den inte delas in i några underarter.

## Levnadssätt
Rödmaskad amazon häckar i öppen savannskog och flodnära skog under 1000 meters höjd. Den häckar i trädhål, med över 30 olika sorters träd noterade. Häckningssäsongen är från slutet av september till januari, med flygga ungar vanligen i slutet av december. Utanför häckningstid ses den ofta nära Araucaria angustifolia, men kan också ses i plantage med akacia och eukalyptus. Föda består av frön från A. angustifolia och Podocarpus lamberti, men den tar även frukt, frön och blommor från 25 olika trädarter.

## Status och hot
Fram tills nyligen minskade arten kraftigt till följd av habitatförlust och illegal fångst. Beståndsutvecklingen har dock sedermera stabilisterats. Internationella naturvårdsunionen IUCN gör dock bedömningen att den tros minska i framtiden, varför den är upptagen på deras röda lista över hotade arter, kategoriserad som sårbar (VU). Världspopulationen uppskattas till 15 600 vuxna individer.

## Namn
Rödmaskad amazon beskrevs taxonomiskt som art av Coenraad Jacob Temminck 1830. Fågelns vetenskapliga artnamn hedrar Jean-Gabriel Prêtre (1768-1849), schweizisk konstnär anställd vid Muséum national d'histoire naturelle i Paris.
Släktesnamnet Amazona, och därmed det svenska gruppnamnet, kommer av att Georges-Louis Leclerc de Buffon kallade olika sorters papegojor från tropiska Amerika Amazone, helt enkelt för att de kom från området kring Amazonfloden. Ursprunget till flodens namn i sin tur är omtvistat. Den mest etablerade förklaringen kommer från när kvinnliga krigare attackerade en expedition på 1500-talet i området ledd av Francisco de Orellana. Han associerade då till amasoner, i grekisk mytologi en stam av iranska kvinnokrigare i Sarmatien i Skytien. Andra menar dock att namnet kommer från ett lokalt ord, amassona, som betyder "förstörare av båtar".

## Bildgalleri

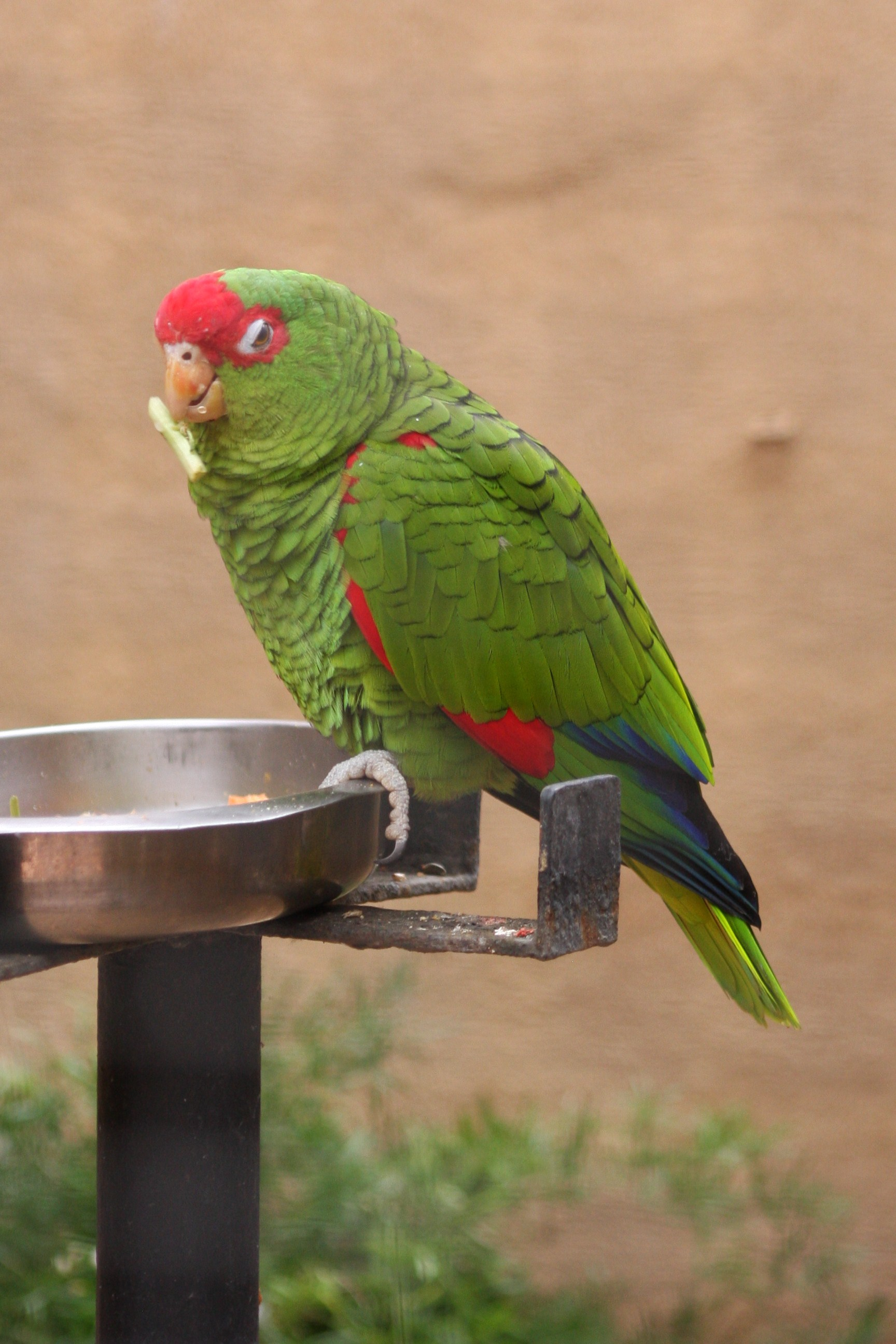
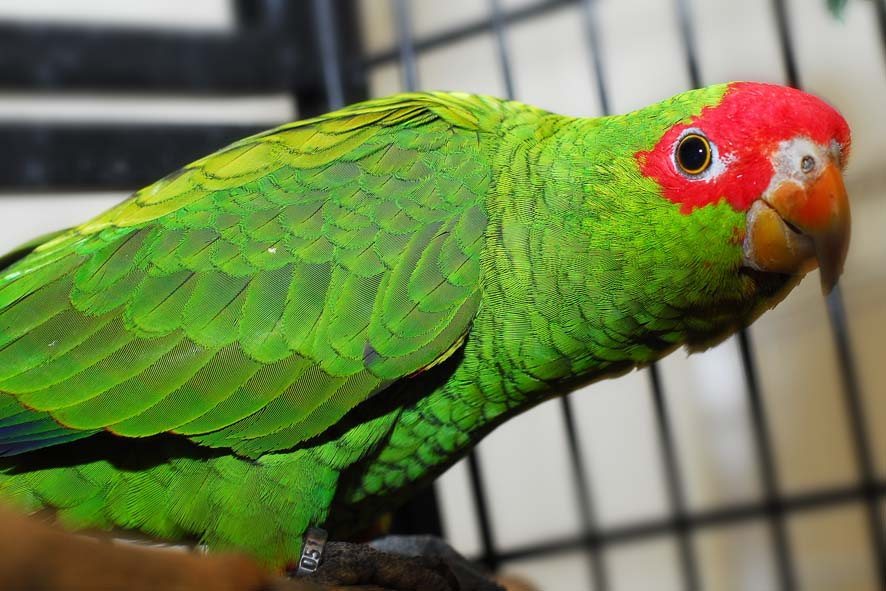
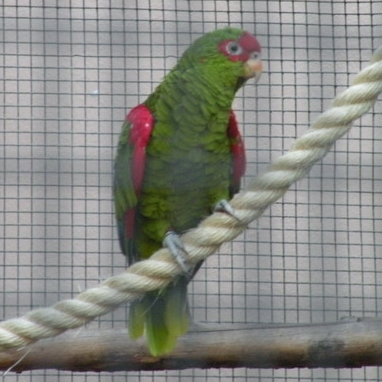